# 崔鉶
崔鉶（?—?），博州（今山東聊城東北）人。出自博陵崔氏的博陵大房。
祖父崔儆，官至尚书左丞，父崔元式，为皋谟判官。崔鉶是唐宣宗大中十年（856年）丙子科狀元，當年的主考官是黃門侍郎鄭顥，同科還有李郢。事蹟無考。